# 糸魚川バス
糸魚川バス株式会社（いといがわバス）は、新潟県糸魚川市に本社を置き、糸魚川地区において廃止代替バス（貸切免許）を運行する頸城自動車系列のバス事業者である。

## 拠点
- 本社営業所

新潟県糸魚川市寺町二丁目9-12
- 能生案内所

新潟県糸魚川市能生1171-10

## 沿革
- 1994年（平成6年）10月1日 - 頸城自動車より糸魚川営業所を分社化して設立。

## 運行路線

### 廃止代替バス路線
01 青海糸魚川線・糸魚川能生線
- 大沢 - 青海駅入口 - 横町五丁目 - 糸魚川駅日本海口 - 糸魚川高校入口 - 糸魚川総合病院
- 糸魚川総合病院 - 梶屋敷駅前 - 浦本駅前 - 能生案内所 - 能生駅前
  - 大沢－糸魚川駅日本海口間の区間便もある。

02 おうみ巡回線
- 大沢 - 青海駅 - 健康づくりセンターはぴねす - 横町五丁目 - 糸魚川駅日本海口 - 南押上三丁目 - 糸魚川総合病院
  - 大沢－糸魚川駅日本海口間の区間便も運行される。
  - 日祝日は糸魚川駅日本海口→大沢間に片道1本だけ運行される便を除いて全便運休となる。

03 青海通り線
- 大沢 - 横町五丁目 - 糸魚川駅日本海口 - 糸魚川駅アルプス口 - 糸魚川市役所 - 糸魚川高校入口 - 糸魚川総合病院
  - 1日2往復の運転で、1往復は大沢－糸魚川駅日本海口間の区間便となる。全便土休日運休。

04 今井線
- 中谷内 - ショッピングセンター入口 - 糸魚川駅日本海口 - 糸魚川高校入口 - 糸魚川総合病院
- 中谷内 - 糸魚川中学校 - 糸魚川駅日本海口

05 根知線
- 別所 - 東橋西 - 栗山 - 中村 - 東橋西 - 栗山 - 糸魚川中学校 - 糸魚川駅日本海口 - 糸魚川高校入口 - 糸魚川総合病院
- 別所 - 東橋西 - 栗山 - 中村 - 東橋西 - 栗山 - ショッピングセンター入口 - 糸魚川駅日本海口
  - 東橋西－栗山間は途中で中村を経由するため経路がループ状となり、同じバス停を2回通行する。

06 西海線
- 来海沢（くるみさわ） - 糸魚川高校入口 - 糸魚川総合病院
- 来海沢 - 糸魚川高校入口 - 糸魚川駅アルプス口 - 糸魚川中学校

07 早川線
- 笹倉温泉 - 焼山温泉入口 - （←焼山温泉） - 糸魚川総合病院 - 糸魚川高校入口 - 糸魚川駅アルプス口 - 糸魚川駅日本海口
  - 笹倉温泉－糸魚川総合病院間・糸魚川駅日本海口－焼山温泉間の区間便もある。
  - 糸魚川総合病院発着の区間便の中には、糸魚川総合病院から08系統として糸魚川市街方面へ直通するものもある。
  - 焼山温泉は糸魚川総合病院からの便のみが経由する。

08 中央大通り線
- ショッピングセンター入口 - 糸魚川駅アルプス口 - 南押上三丁目 - 糸魚川総合病院（－笹倉温泉）
  - 1乗車100円均一となる。
  - 一部の便は糸魚川総合病院から07系統として笹倉温泉方面へ向かうものもある。

09 市街地巡回線
- 糸魚川駅日本海口 - 寺町五丁目 - 糸魚川総合病院 - 糸魚川高校入口 - 糸魚川市役所 - 糸魚川駅アルプス口 - ショッピングセンター入口 - 横町五丁目 - 糸魚川駅日本海口
  - 1乗車100円均一となる。
  - 「いくマイカー」として専用車両の日野・ポンチョで運行される。

10 美山公園・博物館線
- 糸魚川駅アルプス口 - 美山公園 - フォッサマグナミュージアム
  - 1乗車100円均一となる。
  - 「いくマイカー」として専用車両の日野・ポンチョで運行される。

11 中尾長者温泉線
- 中尾長者温泉 - 大平寺入口 - （能生郵便局前） - 能生案内所 - 能生駅前 - （能生中学校前）
  - 能生駅前－能生中学校前間は日祝日運休となる。また、1日1往復能生郵便局前を経由する便が運行されている。

13 能生線（西廻り）
- （横町五丁目 - 糸魚川駅日本海口 - 糸魚川総合病院） - 梶屋敷駅前 - 浦本駅前 - 能生案内所 - 能生駅前 - （能生中学校前） - 西飛山
  - 一部便は糸魚川駅方面から直通してくる。また、能生中学校前を経由しない便もある。

14 島道線
- 島道 - 国保診療所 - （能生中学校前） - 能生駅前 - 能生案内所
  - 能生中学校前を経由しない便もある。
  - 全便日祝日運休。

16 仙納線
- 仙納 - 徳合崎 - 能生案内所 - 能生駅前 - 能生中学校前
  - 仙納－能生駅前間の区間便もある。
  - 全便日祝日運休。

### 白馬岳登山バス
（季節運行）
18 白馬岳登山バス（蓮華線）
- 糸魚川駅アルプス口 - 平岩駅前 - 大所 - 木地屋 - 蓮華温泉
  - 7月上旬から10月上旬までの期間に運行される。7月上旬から8月中旬までは毎日1日4往復運行されるが、それ以降は土休日のみ1日2往復の運行となる。1日2往復運行時は、下り2便は平岩駅で大糸線南小谷発糸魚川行き列車の接続を受け、上り2便は平岩駅で糸魚川発南小谷行き列車にさほど待たずに乗り換えられるダイヤが組まれている。
  - この路線は平岩駅 - 蓮華温泉間に狭隘道路があることから、対応用誘導員兼白馬岳登山客の荷物積込み要員として車掌が乗務する。また他路線とは違って前乗り前降り方式が採用されており、乗車時に車掌に運賃を支払う（バスカードは使用不可）。
  - 運賃の他に荷物料310円も併せて徴収される。
  - 一部の窓に外付けの網戸を装備した大型ショート車が専属で運行されている。

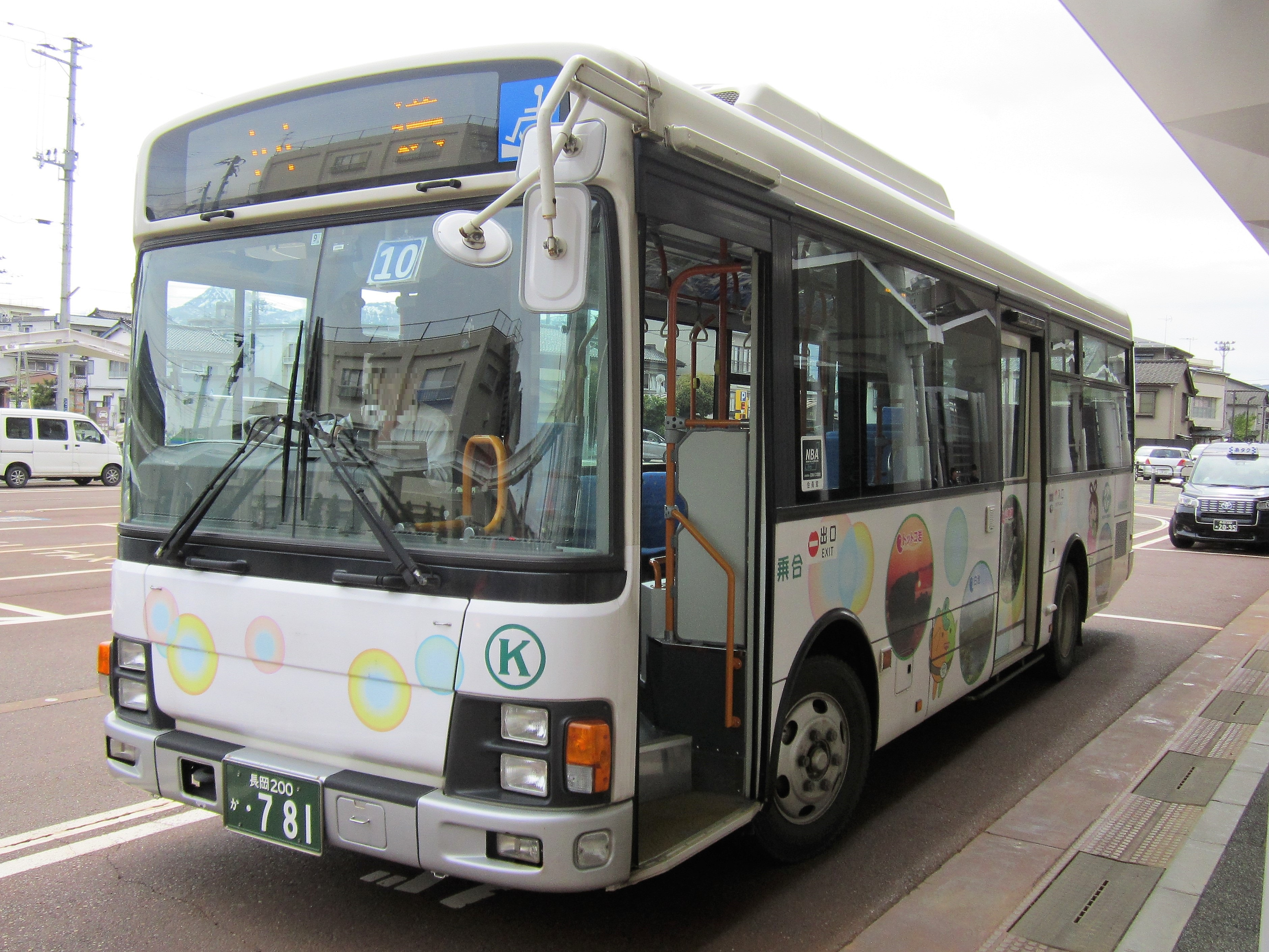
糸魚川駅アルプス口にて
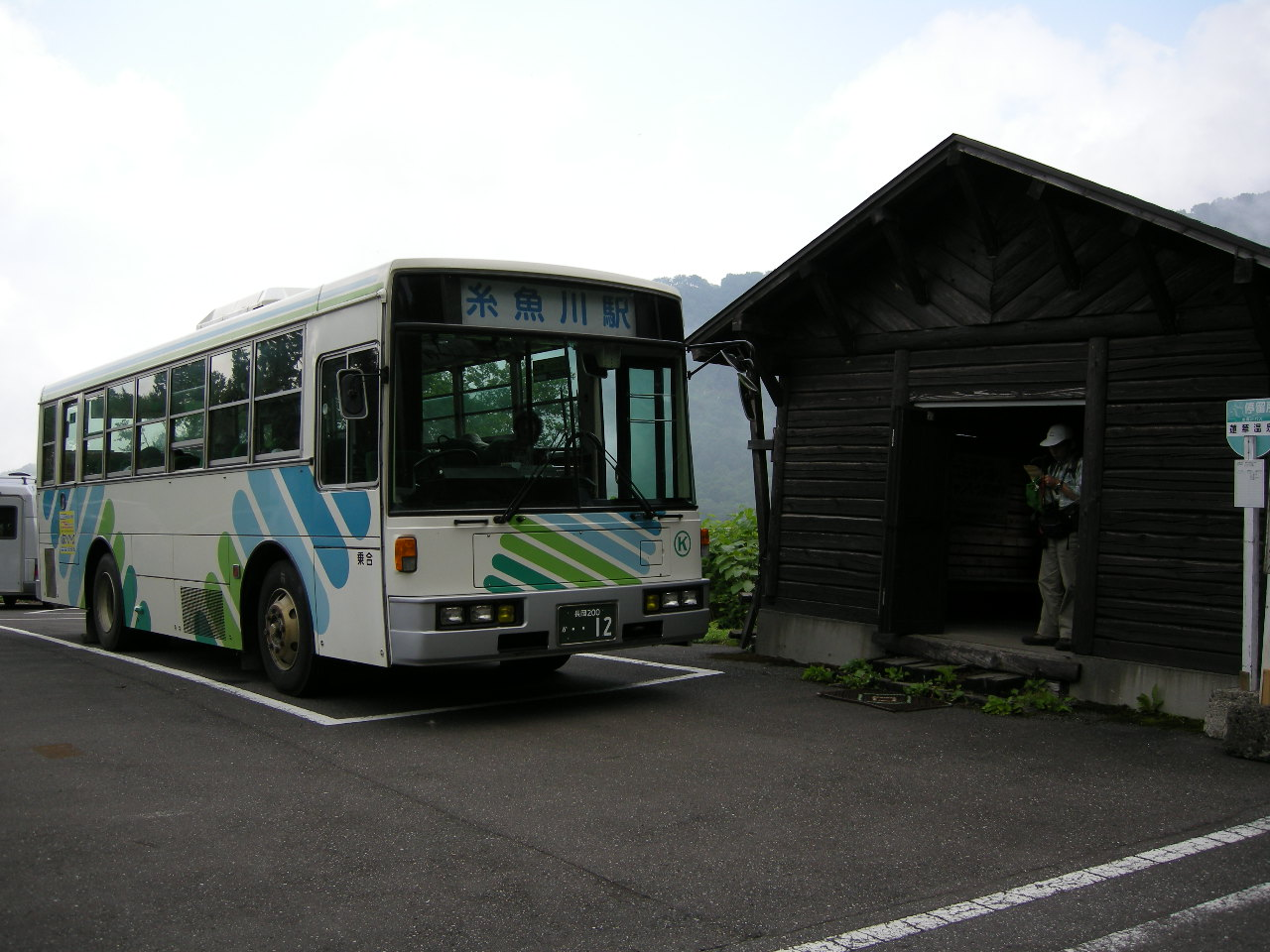
蓮華温泉バス停
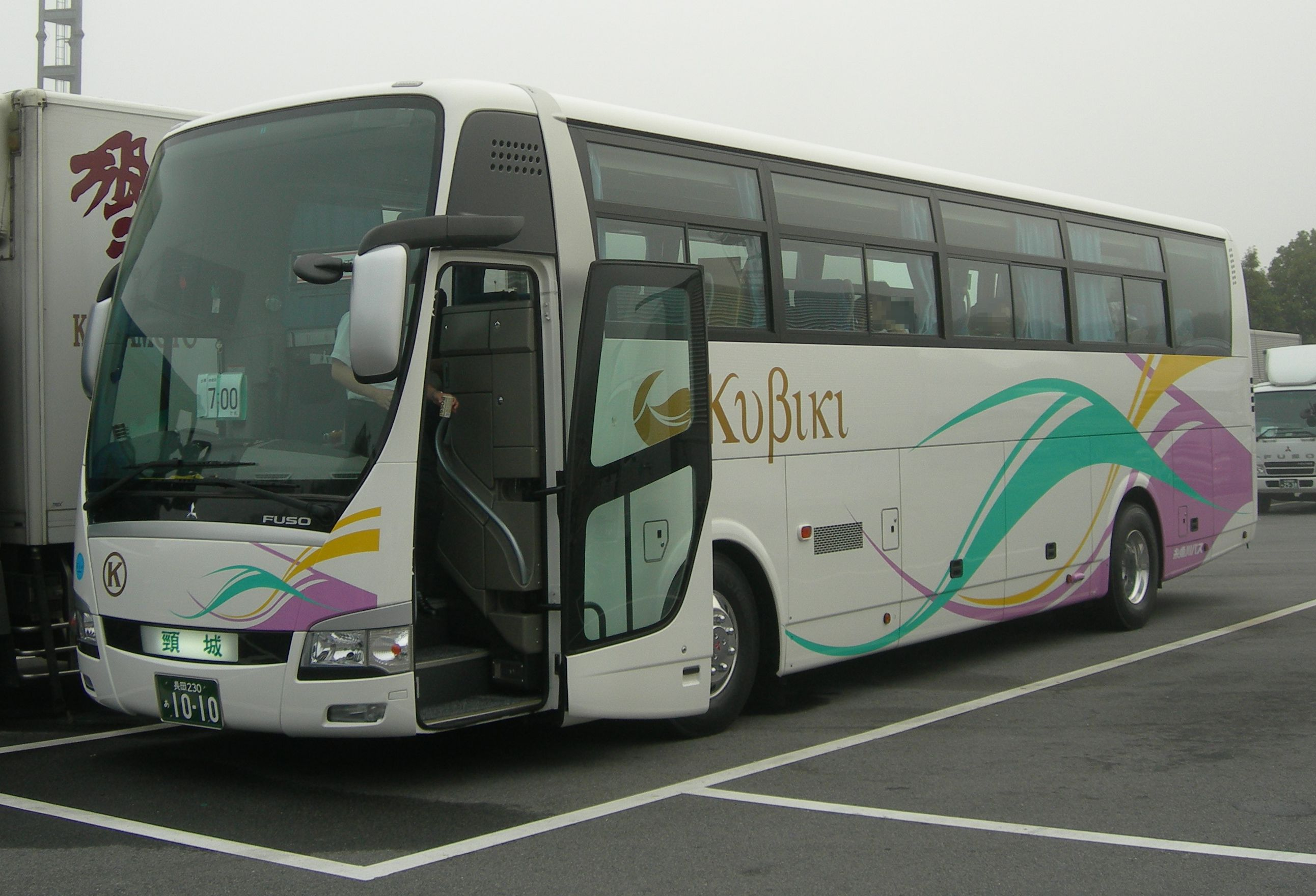
貸切車（三菱エアロエース）

## 車両
路線バスはいすゞ製の自社発注車が中心の陣容となっているが、日野車や三菱の中型車、トヨタ・ハイエースも在籍する。また、移籍車も少数ある。貸切車は三菱を使用している。
カラーリングは親会社である頸城自動車と同じだが、路線車の中には糸魚川ジオパークのキャラクターのラッピングを施したものもある。

## その他
- 同社は独自にバスカードシステムを採用している。このため、頸城自動車発行の回数券は使用できない。